# SS II
SS II är en personbil, tillverkad av den brittiska biltillverkaren Swallow Sidecar Company (SS) mellan 1932 och 1936. 
Eftersom Swallow Sidecar tidigare främst byggt karosser till småbilar som Austin 7, Standard 9hp och Fiat Balilla, var det naturligt att företagets andra bil var en liten fyra. Liksom till den större SS I köpte man in motor och chassi från Standard.
Versioner:
| Modell      | Motor             | Cylindervolym | Effekt | Bränslesystem   |
| ----------- | ----------------- | ------------- | ------ | --------------- |
| SS II       | 4-cyl radmotor sv | 1052 cm³      | 28 hk  | Enkel förgasare |
| SS II 10 hp | 4-cyl radmotor sv | 1343 cm³      | 32 hk  | Enkel förgasare |
| SS II 12 hp | 4-cyl radmotor sv | 1608 cm³      | 38 hk  | Enkel förgasare |